# Audrix
Audrix é uma comuna francesa na região administrativa da Nova Aquitânia, no departamento Dordonha. Estende-se por uma área de 6,21 km². Em 2010 a comuna tinha 278 habitantes (densidade: 44,8 hab./km²).